# Odontophorus (aves)
Odontophorus es un género de aves galliformes de la familia Odontophoridae, que se encuentran en los bosques húmedos tropicales de México, Centroamérica y Sudamérica, tanto en las tierras bajas como en las cordilleras. 

## Descripción
De aspecto regordete, similares a las perdices, son relativamente pequeñas, miden entre 22 y 30 cm de longitud, tienen pico robusto y cresta copuda. Las partes superiores son de color marrón o negruzco y las inferiores castaño brillante, gris, rufo o rojizo. Algunas especies tienen rayas negras y cuello blanco o marcas faciales. Ambos sexos tienen un aspecto similar, pero las hembras tienen una cresta roma de color. Las llamadas de advertencia ruidosas y los duets distintivos que consisten en frases repetidas, son a menudo la única señal que indica que estas codornices están presentes.

## Comportamiento
Viven, en grupos familiares de hasta 12 individuos, entre la vegetación más densa y por ello han sido los galliformes más difíciles de observar y estudiar. La mejor ocasión para observar estas codornices es al amanecer o también al atardecer, cuando se alimentan al lado de algún camino o en un tramo del bosque. Gran parte de la información sobre el comportamiento y hábitat de estas aves es aun desconocida. No han sido descritos los nidos de la mayoría de las especies.
Hasta donde se sabe, encuentran su alimento en el suelo, escarbando para encontrar las semillas, picando los frutos caídos y los insectos. Son característicamente tímidas y cuidadosas y al sentirse en peligro escapan a pie o si están asustadas hacen un vuelo rápido y corto hacia los matorrales.
Han sido afectadas principalmente por la deforestación y además por la casa indiscriminada. Algunas especies están amenazadas y tienen menos de mil individuos sobrevivientes.

## Especies
El género contiene las siguientes especies:
- Odontophorus gujanensis, corcovado común;
- Odontophorus capueira, corcovado urú;
- Odontophorus melanotis, corcovado orejinegro;
- Odontophorus erythrops, corcovado frentirrojo;
- Odontophorus atrifrons, corcovado carinegro;
- Odontophorus hyperythrus, corcovado castaño;
- Odontophorus melanonotus, corcovado dorsioscuro;
- Odontophorus speciosus, corcovado pechirrufo;
- Odontophorus dialeucos, corcovado del Tacarcuna;
- Odontophorus strophium, corcovado gorgiblanco;
- Odontophorus columbianus, corcovado venezolano;
- Odontophorus leucolaemus, corcovado pechinegro;
- Odontophorus balliviani, corcovado enmascarado;
- Odontophorus stellatus, corcovado estrellado;
- Odontophorus guttatus, corcovado goteado.